# 想你的365天
《想你的365天》是1999年动画电影《宝莲灯》的插曲，用以抒发沉香的思母之情。該曲由李玟演唱，收录于其1998年8月發行的EP《碰碰看爱情》中。

## 创作与发行
上海美术电影制片厂在制作《宝莲灯》时，决定效仿迪士尼动画邀请大牌明星演唱主题曲的特色，计划邀请当时两岸三地当红的歌星来演唱。经过筛选，制作组列出了刘欢、张信哲和李玟三人名单。当时这三人皆是索尼公司的歌手，而索尼正打算打入中国电影市场，于是双方一拍即合，达成版权合作。
这首歌由鄔裕康作词，李伟菘作曲，鲍比达编曲制作，原为歌颂爱情所作，当时属于索尼未发行作品。《宝莲灯》制作组在索尼一批未发行作品目录里翻找出这首歌，发现可以贴合沉香的思母之情，因而选中了这首曲，并略改了一两个字。
这首歌采用六声道的录音技术。在录音完成后，再由创作人员根据音乐意境绘制画面。此歌和张信哲的《爱就一个字》于1999年3月起开始在电台播出并推出MTV。此歌、《爱就一个字》还和刘欢的《天地在我心》一并收录在《宝莲灯》电影音乐原声带中，与上海声像出版社合作出版，在电影上映前以磁带和CD的形式发售。至1999年7月22日，磁带首批发行达十万盒。
本歌还被用作1998年出品的古装武打连续剧《霹雳菩萨》片头曲。

## 版本
| 年份   | 歌手                         | 備註                                           |
| ------ | ---------------------------- | ---------------------------------------------- |
| 2014年 | 李玟、沙宝亮、林志炫、张靓颖 | 2014年中国中央电视台春节联欢晚会（马年）开场曲 |
| 2016年 | 李伟菘                       | 李伟菘、李偲菘30周年作品音乐会                 |
| 2020年 | 李玟、孙楠、郑云龙、王琳凯   | 东方卫视《我们的歌 (第二季)》                  |
| 2022年 | 李玟                         | 中国中央电视台七夕晚会                         |